# Lancia di Lúg

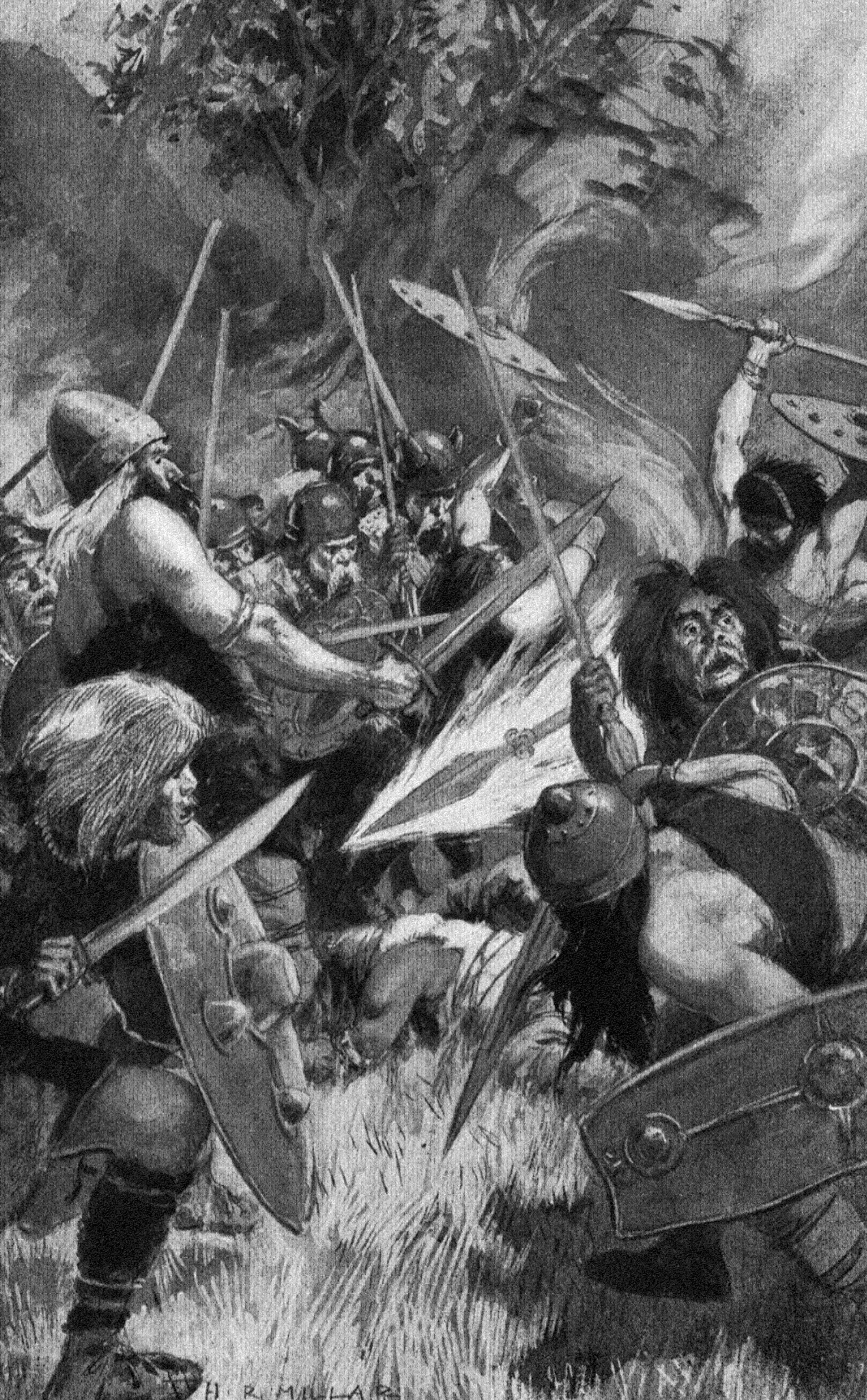
La lancia magica di Lúg in un'illustrazione di H.R. Millar (1905)

Nella mitologia irlandese la Lancia di Lúg (chiamata anche Lúin, da Luisne, che significa "fiammeggiante,  sfolgorante", o Slèa Bua, "lancia di vittoria") è uno dei quattro tesori d'Irlanda dei Túatha Dé Danann, assieme alla Spada di Luce, al Calderone del Dagda e alla Pietra del Destino.

## Mitologia
L'arma fu originariamente forgiata dal dio Lúg per essere usata contro il malvagio Balor Occhio Cattivo. 
In altre versioni, viene creata per Lúg dalla città di Gorias, una delle quattro capitali dei Túatha Dé Danann quando prima di giungere in Irlanda abitavano le misteriose Isole del Nord.
Fu a causa di quest'arma che Lúg venne soprannominato Lámhfhada, dalla Lunga Mano. Chiunque avesse brandito la Lancia in battaglia avrebbe trionfato sui propri nemici.
Si diceva che fosse così calda da dover essere conservata a punta in giù in un recipiente pieno d'acqua (ovvero il Calderone del Dagda) detto 'Coire Ansic' ("Non-asciutto"), così da non bruciare il luogo dove veniva custodita. Questa lancia però aveva una limitazione, cioè non era facile da utilizzare.
In altre leggende più tarde si dice questa Lancia gocciola sempre sangue.

## Altre lance
A.C.L. Brown e R.S. Loomis associano la lancia di Lúg con la Lúin di Celtchar, che nel Togail Bruidne Dá Derga viene scoperta nella Battaglia di Mag Tuired. Comunque non c'è alcuna tradizione che collega le due armi, e i riferimenti medioirlandesi alla lancia di Lúg non corrispondono strettamente al Lúin di Celtchar.
Nell'Oidheadh Chloinne Tuireann, la lancia di Assal è un'altra lancia che appartiene a Lúg, consegnata al dio dai figli di Tuireann come parte del guidrigildo per l'assassinio di suo padre Cian. Questa lancia, se usata in battaglia gridando 'ibar' ("Tasso!") non mancava mai il bersaglio, e anzi ritornava al suo possessore allorché questo gridava 'athibar' ("ri-tasso!").. Per questo fu anche soprannominata Areadbhar (Sterminatrice).,